# Kalandra fel! Fionna és Cuki
A Kalandra fel! Fionna és Cuki  (eredeti cím: Adventure Time: Fionna and Cake) 2023-tól vetített amerikai számítógépes animációs kalandsorozat, amelyet Adam Muto alkotott. A Kalandra fel! spin-off sorozata.
Amerikában 2023. augusztus 31-én, Magyarországon 2024. október 3-án a Max mutatta be.
2023 decemberében berendelték a második évadot.

## Ismertető
Fionna a macskájával, Cukival egy varázslat nélküli univerzumban él, és napjait zsákutcás munkák között biciklizve tölti. Éjszakánként egy varázslatos, de megfoghatatlan világról álmodik, ahol beteljesülést találhat. Az Ooo földjén otthonosan mozgó Simon otthonról dolgozik, mint egy letűnt kor élő kiállítási tárgya, és Fionnához hasonló szorongásokkal néz szembe. A trió beutazza a multiverzumot, és egy olyan ellenfél üldözi őket, aki ki akarja törölni őket a létezésből.

## Szereplők

### Főszereplők
| Szereplő        | Színész          | Magyar hang       | Leírás                                                                                  |
| --------------- | ---------------- | ----------------- | --------------------------------------------------------------------------------------- |
| Fionna Campbell | Madeleine Martin | Nádorfi Krisztina | Finn női változata.                                                                     |
| Cuki            | Roz Ryan         | Farkasinszky Edit | Fionna házimacskája és Jake macska változata.                                           |
| Simon Petrikov  | Tom Kenny        | Molnár Kristóf    | Antikvárius a 20. századból, aki a másik univerzumban Jégkirály                         |
| Gary herceg     | Andrew Rannells  | Czető Roland      | Buborék hercegnő férfi változata.                                                       |
| Marshall Lee    | Donald Glover    | Tokaji Csaba      | Marceline férfi változata.                                                              |
| Prizmó          | Sean Rohani      | Markovics Tamás   | Kívánságokat teljesítő istenség, aki az Időszobában lakik és felügyeli a multiverzumot. |
| Scarab          | Kayleigh McKee   |                   | "Multiverzális könyvvizsgáló", aki levadássza Fionnát és Cukit.                         |

### Mellékszereplők
| Szereplő          | Színész        | Magyar hang      |
| ----------------- | -------------- | ---------------- |
| Ellis P.          | Pendleton Ward | Bordás János     |
| Hunter            | Vico Ortiz     | Rada Bálint      |
| Astrid            | Audrey Bennett | Schmidt Regina   |
| Finn Mertens      | Jeremy Shada   | Baráth István    |
| Jake, a kutya     | John DiMaggio  | Schneider Zoltán |
| Buborék hercegnő  | Hynden Walch   | Molnár Ilona     |
| Marceline Abadeer | Olivia Olson   | Nádasi Veronika  |
| Betty Grof        | Felicia Day    | Csifó Dorina     |

### Magyar változat
- Bemondó: Zahorán Adrienne
- Főcímdal: Staub Viktória
- Magyar szöveg: Jánosi Emese
- Dalszöveg és zenei rendező: Weichinger Kálmán
- Hangmérnök: Levacsics Péter
- Vágó: Kránitz Bence
- Gyártásvezető: Kablay Luca, Újréti Zsuzsa
- Szinkronrendező: Somogyi Tímea
- Produkciós vezető: Pogrányi-Németh Napsugár

A szinkront a Iyuno Hungary készítette el.

## Epizódok
| Sor. | Év. | Cím                                              | Rendező        | Író                                                                              | Premier                                |
| ---- | --- | ------------------------------------------------ | -------------- | -------------------------------------------------------------------------------- | -------------------------------------- |
| 1.   | 1.  | Fionna Campbell (Fionna Campbell)                | Ryann Shannon  | Hanna K. Nyström, Anna Syvertsson, Jacob Winkler és Haewon Lee                   | 2023. augusztus 31. 2024. október 3.   |
| 2.   | 2.  | Simon Petrikov (Simon Petrikov)                  | Steve Wolfhard | Iggy Craig, Graham Falk, Jim Campbell és Lucyola Langi                           | 2023. augusztus 31. 2024. október 3.   |
| 3.   | 3.  | Cuki, a cica (Cake the Cat)                      | Ryann Shannon  | Hanna K. Nyström, Anna Syvertsson, Jacob Winkler, Haewon Lee és Nicole Rodriguez | 2023. szeptember 7. 2024. október 10.  |
| 4.   | 4.  | Prizmó, a kívánságmester (Prismo the Wishmaster) | Steve Wolfhard | Iggy Craig, Graham Falk, Jim Campbell és Lucyola Langi                           | 2023. szeptember 7. 2024. október 17.  |
| 5.   | 5.  | Végzet (Destiny)                                 | Ryann Shannon  | Jacob Winkler, Sonja von Marensdorff, Hanna K. Nyström és Anna Syvertsson        | 2023. szeptember 14. 2024. október 24. |
| 6.   | 6.  | A Tél király (The Winter King)                   | Steve Wolfhard | Jim Campbell, Lucyola Langi, Iggy Craig, Graham Falk és Nicole Rodriguez         | 2023. szeptember 14. 2024. október 31. |
| 7.   | 7.  | A csillag (The Star)                             | Ryann Shannon  | Iggy Craig, Graham Falk, Jacob Winkler és Sonja von Marensdorff                  | 2023. szeptember 21. 2024 november 7.  |
| 8.   | 8.  | Jerry (Jerry)                                    | Steve Wolfhard | Hanna K. Nyström, Anna Syvertsson, Jim Campbell és Jackie Files                  | 2023. szeptember 21. 2024 november 14. |
| 9.   | 9.  | Casper és Nova (Casper & Nova)                   | Ryann Shannon  | Iggy Craig, Graham Falk, Jacob Winkler és Sonja von Marensdorff                  | 2023. szeptember 28. 2024 november 21. |
| 10.  | 10. | Cheers (Cheers)                                  | Steve Wolfhard | Hanna K. Nyström, Anna Syvertsson, Jim Campbell és Jackie Files                  | 2023. szeptember 28. 2024 november 28. |

## A sorozat készítése
Fionna" és "Cuki ötlete azokból a rajzokból született, amelyeket Natasha Allegri, az Kalandra fel! karaktertervezője tett közzé az interneten a sorozat korábbi évadai alatt. A nemcserélt karakterek fogadtatása olyan pozitív volt, hogy a sorozat producerei úgy döntöttek, beírják a karaktereket a sorozatba. A 3. évad "Fionna és Ciku" című részében debütáltak, amelyen Allegri dolgozott. Később több részben is feltűntek. Ezekben az epizódokban Jégkirály az általa készített történeteket osztja meg Fionnáról és Cukiról, akik valójában modern sorozatok szereplői; amikor alszik, egy sugárnyaláb vetül a fejére, hogy a rajongói fikciók ötleteit szállítsa.
A 2018-as finálé után a sorozat első spin-off sorozata a Kalandra fel! Távoli világok 2020-ban debütált, az utóbbi fináléja előtt az HBO Max bejelentette, hogy egy nemileg felcserélt spin-off sorozat készül. Egy 2022-es interjúban Jeremy Shada, Finn  szinkronszínésze megjegyezte, hogy "lehet, hogy benne lesz, de lehet, hogy nem", ha az új spin-offról van szó.